# غلمزار (دشت سر)
غلمزار (بالفارسية: گلمزار) هي قرية تقع في إيران في قسم دشت سر الريفي. يقدر عدد سكانها بـ 89 نسمة .